# Saint-Alyre-ès-Montagne
Saint-Alyre-ès-Montagne – miejscowość i gmina we Francji, w regionie Owernia-Rodan-Alpy, w departamencie Puy-de-Dôme.
Według danych na rok 1990 gminę zamieszkiwały 203 osoby, a gęstość zaludnienia wynosiła 5 osób/km² (wśród 1310 gmin Owernii Saint-Alyre-ès-Montagne plasuje się na 647. miejscu pod względem liczby ludności, natomiast pod względem powierzchni na miejscu 87.).